# Drew Barrymore
Drew Blyth Barrymore (født 22. februar 1975 i Culver City, Californien, USA) er en amerikansk skuespiller og filmproducer, og hun er den yngste i Barrymore familien af amerikanske skuespillere. Barrymore har sit eget produktionsfirma, Flower Films.
Hun fik debut i en alder af tre år i filmen Suddenly, Love, hvor hun havde en birolle. Det store gennembrud kom imidlertid i 1982 med filmen E.T., hvor hun spillede Gertie. 
En af hendes helt store succeser er rollen som en af Charlie's Angels i filmen Charlie's Angels. Her spiller hun bl.a. sammen med Cameron Diaz, Lucy Liu og Bernie Mac.
Hun har desuden været producer i ca. syv film og sunget i den nye Et sikkert hit, hvor hun spiller sammen med Hugh Grant. 
Hun har været nomineret for 2 Golden Globes og vundet 21 priser samt blevet nomineret til 38 øvrige priser. Drew Barrymore har aldrig vundet eller været nomineret til en Oscar, men er alligevel en af Hollywoods bedst betalte skuespillere.
Drew Barrymore har siden 2007 været ambassadør for FN's program Ambassador Against Hunger.

## Liv og karriere
Drew blev født i Culver City, Californien, som datter af den amerikanske skuespiller John Drew Barrymore og Ildiko Barrymore. Hendes forældre blev skilt kort efter Drews fødsel.
Drew er født ind i en gammel, succesfuld skuespillerfamilie, der kan føres 400 år tilbage. Helt tilbage til hendes tip-oldeforældre kan man finde berømte skuespillere. Drew er desuden Steven Spielbergs guddatter.

### Starter i det små
Drews karriere startede da hun var 11 måneder gammel. Hun var til casting til en reklame for hundemad. Da hun blev bidt af sin hunde-medspiller, var producerne bange for, at hun ville give sig til at græde, men i stedet begyndte hun at grine og hun fik rollen. Hendes filmdebut var i filmen Altered States (1980). Et år efter fik hun rollen som Gertie i E.T., som gjorde hende verdenskendt.

### Alkohol, stoffer og afvænning
I kølvandet på en sådan pludselig succes, begyndte en meget bekymrende tid for den unge Barrymore. Da hun var 9, røg hun allerede cigaretter og drak alkohol. Som 10-årig røg hun marijuana, og som 13-årig sniffede hun kokain.[kilde mangler] Hun var på afvænning som 13-årig og igen som 14-årig. Barrymore har i sin selvbiografi, Little Girl Lost, beskrevet denne periode. Hendes bog blev færdig, da hun var 14 år gammel. Drews vilde natte- og festliv har været et stort emne i medierne.[kilde mangler]

## Filmografi
| År   | Film                             | Rolle                      |
| ---- | -------------------------------- | -------------------------- |
| 1980 | Altered States                   | Margaret Jessup            |
| 1982 | E.T. the Extra-Terrestrial       | Gertie                     |
| 1984 | Firestarter                      | Charlene "Charlie" McGee   |
| 1984 | Irreconcilable Differences       | Casey Brodsky              |
| 1985 | Cat's Eye                        | Amanda                     |
| 1986 | Babes in Toyland                 | Lisa Piper                 |
| 1989 | See You In the Morning           | Cathy Goodwin              |
| 1989 | Far From Home                    | Joleen Cox                 |
| 1991 | Motorama                         | Pige i fantasi             |
| 1992 | Waxwork 3: Lost in Time          | Vampyr offer #1            |
| 1992 | Poison Ivy                       | Ivy                        |
| 1992 | Guncarzy                         | Anita Minteer              |
| 1993 | The Army Fisher Story            | Amy Fisher                 |
| 1993 | No Place To Hide                 | Tinsel Hanley              |
| 1993 | Doppelganger                     | Holly Godding              |
| 1993 | Wayne's World 2                  | Bjergen Kjergen            |
| 1994 | Inside the Goldmine              | Daisy                      |
| 1994 | Bad Girls                        | Lilly Laronette            |
| 1995 | Boys on the Side                 | Holly Pulchik-Lincoln      |
| 1995 | Mad Love                         | Casey Roberts              |
| 1995 | Batman Forever                   | Sugar                      |
| 1996 | Everyone Says I Love You         | Skylar Danridge            |
| 1996 | Scream                           | Casey Becker               |
| 1997 | Wishful Thinking                 | Lena                       |
| 1997 | Best Men                         | Hope                       |
| 1998 | The Wedding Singer               | Julia Sullivan             |
| 1998 | Ever After                       | Danielle de Barbarac       |
| 1998 | Home Fries                       | Sally Jackson              |
| 1999 | Never Been Kissed                | Josie Geller               |
| 1999 | Olive, the Other Reindeer        | Olive (stemme)             |
| 2000 | Skipped Parts                    | Pige i fantasi             |
| 2000 | Titan A.E.                       | Akima (stemme)             |
| 2000 | Charlie's Angels                 | Dylan Sanders              |
| 2001 | Donnie Darko                     | Karen Pomeroy              |
| 2001 | Freddy Got Fingered              | Mr. Davidsons receptionist |
| 2001 | Riding in Cars with Boys         | Beverly Donofrio           |
| 2002 | Confessions of a Dangerous Mind  | Penny                      |
| 2003 | Charlie's Angels: Uden hæmninger | Dylan Sanders              |
| 2003 | Duplex                           | Nancy Kendricks            |
| 2004 | 50 First Dates                   | Lucy Whitmore              |
| 2005 | Fever Pitch                      | Lindsey Meeks              |
| 2006 | Peter Pedal/ Curios George       | Maggie (stemme)            |
| 2007 | Music and Lyrics                 | Sophie Fisher              |
| 2007 | Lucky You                        | Billie Offer               |
| 2009 | Han er bare ikke vild med dig    | Mary                       |
| 2009 | South of the Border              | Chloe (stemme)             |
| 2009 | Grey Gardens                     | Edith Bouvier Beale        |